# Шелтон (Небраска)
Шелтон (енгл. Shelton) град је у америчкој савезној држави Небраска.

## Демографија
По попису из 2010. године број становника је 1.059, што је 81 (-7,1%) становника мање него 2000. године.
| Група             | 2000.       | 2010.       |
| Белци             | 935 (82,0%) | 851 (80,4%) |
| Афроамериканци    | 9 (0,8%)    | 5 (0,5%)    |
| Азијати           | 0 (0,0%)    | 0 (0,0%)    |
| Хиспаноамериканци | 190 (16,7%) | 195 (18,4%) |
| Укупно            | 1.140       | 1.059       |